# Paragavialidium tridentatum
Paragavialidium tridentatum är en insektsart som beskrevs av Zheng, Z. 1994. Paragavialidium tridentatum ingår i släktet Paragavialidium och familjen torngräshoppor. Inga underarter finns listade i Catalogue of Life.